# Anna Maria van Schurman
Anna Maria van Schurman (Köln, 5. studenoga 1607. – Wieuwerd, 4. svibnja 1678.) bila je nizozemska slikarica, graverica, pjesnikinja, klasična znanstvenica, filozofkinja i feministička spisateljica koja je najpoznatija po svojoj iznimnoj učenosti i zalaganju za žensko obrazovanje. Bila je visokoobrazovana žena koja se isticala u umjetnosti, glazbi i književnosti, te je postala poliglot i poznavala četrnaest jezika, uključujući latinski, starogrčki, biblijski hebrejski, arapski, sirijski, aramejski i etiopski, kao i razne suvremene europske jezike. Bila je prva žena koja je neslužbeno studirala na nizozemskom sveučilištu.

## Djela
- De Vitæ Termino [O kraju života]. Leiden. 1639.
- Dissertatio, de Ingenii Muliebris ad Doctrinam, & meliores Litteras Aptitudine. Elzevir. 1641. – Silogistički argumenti u potporu ženskog obrazovanja u svim područjima, pod uvjetom da to obrazovanje ne bude upotrijebljeno u profesionalne svrhe te da se ne upliće u dužnosti u kući. Svojevremeno je takav stav bio radikalan.
- Opuscula Hebræa, Græca, Latina, Gallica. Prosaica et Metrica. Utrecht. 1648. – Sakupljena djela te pisma na hebrejskom, grčkom, latinskom i francuskom; urednik Friedrich Spanheim.
- Εὐκληρία seu Melioris Partis Electio [Euklēría ili odabiranje boljeg dijela]. Altonæ ad Albim. Altona. 1673.